# Mask Singer: Adivina quién canta
Mask Singer: Adivina quién canta es un concurso musical en el que personalidades conocidas se disfrazan con una máscara para esconder su identidad, mientras el jurado (junto con el público) debe averiguar quién es el famoso que está cantando. La adaptación española del programa se estrenó el miércoles 4 de noviembre de 2020 en Antena 3.
Está presentado por Arturo Valls, contando con Javier Calvo, Javier Ambrossi, Malú y José Mota como jurado investigador en la primera edición. En la segunda temporada, Malú fue sustituida por Paz Vega, ganadora de la primera edición. Para la tercera, José Mota y Paz Vega son sustituidos por Mónica Naranjo y Ana Obregón. El 12 de julio de 2023, se confirmó que los investigadores de la cuarta temporada serían de nuevo los veteranos Javier Calvo y Javier Ambrossi, a quienes se unirían Ana Milán y Alaska. El 7 de mayo de 2025, se confirmó que los investigadores de la quinta temporada sería de nuevo Ana Milán, a quien se unirían Juan y Medio, Boris Izaguirre y Ruth Lorenzo.

## Historia
El formato fue adquirido por Atresmedia en octubre de 2019. En enero de 2020 se confirmó que Arturo Valls presentaría este nuevo formato en Antena 3 y posteriormente se informó que los jueces e investigadores serían: Javier Calvo, Javier Ambrossi, José Mota y Ainhoa Arteta, esta última cubriendo el hueco de Malú ya que no podía compatibilizar su embarazo con las grabaciones del programa. Con la Pandemia de COVID-19 se retrasaron las grabaciones hasta octubre de 2020 y finalmente la cantante Malú si que pudo ocupar su lugar oficial de investigadora.
El programa estrenó su adaptación española el 4 de noviembre de 2020. La edición estuvo formada por 12 máscaras: León, Pulpo, Unicornio, Gamba, Monstruo, Cerdita, Pavo Real, Girasol, Cuervo, Camaleón, Caniche y Catrina. En esa temporada también actuaron dos máscaras invitadas: Mariquita y Robot. La primera edición finalizó su emisión el 23 de diciembre de 2020, alzándose con la victoria Paz Vega con la máscara de Catrina.
El 5 de noviembre de 2020 se anunció que el programa había renovado por una segunda edición que contaría con 9 nuevos programas. El 11 de febrero de 2021 se anunció que Malú no estaría presente en la segunda edición tras fichar por la nueva edición de La Voz y no poder compatibilizar las grabaciones de ambos programas, siendo sustituida por Paz Vega, ganadora de la primera edición. Posteriormente se anunció que la segunda edición tendría 9 galas y 15 nuevas máscaras, contando con 3 concursantes más que la edición primera. 
Tras la emisión de un programa especial recopilación de la primera temporada, emitido el 17 de mayo de 2021, la segunda temporada comenzó el 24 de mayo. La segunda edición estuvo formada por 15 máscaras: Menina, Gatita, Ángel, Cactus, Cocodrilo, Dragona, Erizo, Flamenco, Huevo, Mariposa, Medusa, Monstruita, Perro, Plátano y Rana. En esa temporada también actuaron dos máscaras invitadas: Pingüino y Paella. Dama Centella es la máscara digital destinada a las investigaciones de los televidentes. La máscara 16 acudió al plató con motivo de la gran final.
El 21 de octubre del 2021 se anunció que el programa habría sido renovado por una tercera temporada, que contó con varias novedades, una de ellas es la baja de José Mota y Paz Vega como los investigadores, siendo estos reemplazados por Mónica Naranjo y Ana Obregón. Esta temporada contó en un principio con doce nuevas máscaras, entre las que estarán Caballito de Mar, Alienígenas, Faraona, Tigre, Esqueleto, Arlequín, Cupcake, Matrioska, Sirena, Gnomo, Gorila y Banderilla. En la tercera gala, se incorporaron además Ratita y Gallo y, en la cuarta, Bebé y Hada. Su fecha de estreno fue el 10 de mayo de 2023.
El 12 de julio de 2023, se anunció que los investigadores de la cuarta temporada serían Javier Calvo, Javier Ambrossi, Ana Milán y Alaska.
A lo largo de sus cuatro ediciones, al menos una docena de participantes lo han hecho también en el programa El desafíoːAna Peleteiro, María Pombo, Norma Duval, Jorge Lorenzo, Mar Flores, Pepe Navarro, Genoveva Casanova, Manuel Díaz "El Cordobés", Feliciano López, Willy Bárcenas y María José Campanario, más Bárbara Rey que no pudo participar en El Desafío por problemas de salud.

## Temporadas
| Temporada | Temporada | Programas | Estreno                | Final                   | Ganador(es)                                     | Audiencia media | Audiencia media |
| Temporada | Temporada | Programas | Estreno                | Final                   | Ganador(es)                                     | Espectadores    | Cuota           |
| --------- | --------- | --------- | ---------------------- | ----------------------- | ----------------------------------------------- | --------------- | --------------- |
|           | 1         | 8         | 4 de noviembre de 2020 | 23 de diciembre de 2020 | Paz Vega (Catrina)                              | 2 827 000       | 23,6%           |
|           | 2         | 9         | 24 de mayo de 2021     | 29 de julio de 2021     | Joaquín Cortés (Erizo)                          | 1 749 000       | 16,4%           |
|           | 3         | 8         | 10 de mayo de 2023     | 5 de julio de 2023      | Ana Torroja (Ratita)Fernando Morientes (Gorila) | 1 573 000       | 17,1%           |
|           | 4         | 8         | 16 de octubre de 2024  | 11 de diciembre de 2024 | Abraham Mateo (Mosca)                           | 977 000         | 13,7%           |
|           | 5         |           | 2025                   | TBA                     | ¿¿?? (¿¿??)                                     |                 |                 |
| Total     | Total     | 33        |                        |                         |                                                 |                 |                 |

## Presentador y jurado
| Edición         | 1           | 2           | 3           | 4           | 5           |
| Presentador     | Presentador | Presentador | Presentador | Presentador | Presentador |
| --------------- | ----------- | ----------- | ----------- | ----------- | ----------- |
| Arturo Valls    |             |             |             |             |             |
| Investigadores  |             |             |             |             |             |
| Javier Calvo    |             |             |             |             |             |
| Javier Ambrossi |             |             |             |             |             |
| José Mota       |             |             |             |             |             |
| Malú            |             |             |             |             |             |
| Paz Vega        |             |             |             |             |             |
| Ana Obregón     |             |             |             |             |             |
| Mónica Naranjo  |             |             |             |             |             |
| Alaska          |             |             |             |             |             |
| Ana Milán       |             |             |             |             |             |
| Juan y Medio    |             |             |             |             |             |
| Ruth Lorenzo    |             |             |             |             |             |
| Boris Izaguirre |             |             |             |             |             |
| Vanesa Martín   |             |             |             |             |             |
| Eva González    |             |             |             |             |             |
| Chenoa          |             |             |             |             |             |
| Nuria Roca      |             |             |             |             |             |
| Roberto Leal    |             |             |             |             |             |
| Anabel Alonso   |             |             |             |             |             |
| Pilar Rubio     |             |             |             |             |             |
| Paco León       |             |             |             |             |             |

     Investigador principal
     Investigador invitado
     Concursante

## Resumen
| Temporada | Estreno                | Final                   | Ganador                                          | Subcampeón                  | Tercer lugar                        | Cuarto lugar                 | Investigador ganador | Presentador  | Investigadores (orden de sillas) | Investigadores (orden de sillas) | Investigadores (orden de sillas) | Investigadores (orden de sillas) |
| Temporada | Estreno                | Final                   | Ganador                                          | Subcampeón                  | Tercer lugar                        | Cuarto lugar                 | Investigador ganador | Presentador  | 1                                | 2                                | 3                                | 4                                |
| --------- | ---------------------- | ----------------------- | ------------------------------------------------ | --------------------------- | ----------------------------------- | ---------------------------- | -------------------- | ------------ | -------------------------------- | -------------------------------- | -------------------------------- | -------------------------------- |
| 1         | 4 de noviembre de 2020 | 23 de diciembre de 2020 | Catrina (Paz Vega)                               | Caniche (Genoveva Casanova) | Camaleón (Toni Cantó)               | Cuervo (Jorge Lorenzo)       | Malú                 | Arturo Valls | Javier Calvo                     | Javier Ambrossi                  | Malú                             | José Mota                        |
| 2         | 24 de mayo de 2021     | 29 de julio de 2021     | Erizo (Joaquín Cortés)                           | Plátano (Willy Bárcenas)    | Huevo (María Pombo)                 | Monstruita (Anne Igartiburu) | Javier Ambrossi      | Arturo Valls | Javier Calvo                     | Javier Ambrossi                  | Paz Vega                         | José Mota                        |
| 3         | 10 de mayo de 2023     | 5 de julio de 2023      | Ratita (Ana Torroja) Gorila (Fernando Morientes) | —                           | Caballito de Mar (Sabrina Salerno)  | Gallo (Paco Tous)            | Ana Obregón          | Arturo Valls | Javier Calvo                     | Javier Ambrossi                  | Ana Obregón                      | Mónica Naranjo                   |
| 4         | 16 de octubre de 2024  | 11 de diciembre de 2024 | Mosca (Abraham Mateo)                            | Cobra (Adriana Ugarte)      | Tiburón (Manuel Díaz "El Cordobés") | Rinoceronte (Esther Cañadas) | Javier Calvo         | Arturo Valls | Javier Calvo                     | Javier Ambrossi                  | Alaska                           | Ana Milán                        |
| 5         | 2025                   | TBA                     | ¿¿??                                             | ¿¿??                        | ¿¿??                                | ¿¿??                         |                      | Arturo Valls | Juan y Medio                     | Boris Izaguirre                  | Ruth Lorenzo                     | Ana Milán                        |

## Concursantes

### Mask Singer: Adivina quién canta(2020)
La primera edición del talent show fue emitido desde el 4 de noviembre de 2020, hasta el 23 de diciembre de 2020 en Antena 3. La edición estuvo formada por 12 concursantes enmascarados y 2 invitados. El jurado estuvo formado por: Javier Ambrossi, Javier Calvo, José Mota y Malú.
| Máscara            | Máscara            | Ocupación                   | Resultado               |
| ------------------ | ------------------ | --------------------------- | ----------------------- |
| Catrina            | Paz Vega           | Actriz                      | Ganadora                |
| Caniche            | Genoveva Casanova  | Aristócrata                 | 2.ª finalista           |
| Camaleón           | Toni Cantó         | Político y actor            | 3.er finalista          |
| Cuervo             | Jorge Lorenzo      | Piloto de motociclismo      | 4.º finalista           |
| Girasol            | Al Bano            | Cantante                    | 8.º desenmascarado      |
| Pavo real          | Pastora Soler      | Cantante                    | 7.ª desenmascarada      |
| Cerdita            | Terelu Campos      | Presentadora y colaboradora | 6.ª desenmascarada      |
| Monstruo           | Fernando Tejero    | Actor                       | 5.º desenmascarado      |
| Gamba              | Máximo Huerta      | Periodista y escritor       | 4.º desenmascarado      |
| Unicornio          | Norma Duval        | Presentadora y vedette      | 3.ª desenmascarada      |
| Pulpo              | Pepe Navarro       | Periodista y presentador    | 2.º desenmascarado      |
| León               | Georgina Rodríguez | Influencer                  | 1.ª desenmascarada      |
| Máscaras Invitadas |                    |                             |                         |
| Mariquita          | Mónica Carrillo    | Periodista y escritora      | Invitada en la 3.ª gala |
| Robot              | Cristina Pedroche  | Presentadora y colaboradora | Invitada en la 4.ª gala |

### Mask Singer: Adivina quién canta 2(2021)
Antena 3 estrenó su segunda edición el 24 de mayo de 2021 y llegó a su fin el 29 de julio de 2021. Estuvo formada por 15 concursantes enmascarados, 2 invitados, más una máscara digital, la Dama Centella, cuyas pistas y actuaciones se dieron cada semana en la web como contenido exclusivo de Atresplayer y AliExpress. Fue en la gala final de la edición en la que se vio un vídeo recopilatorio de sus pistas y actuaciones para proceder a su desenmascaramiento. El jurado estuvo formado por Javier Ambrossi, Javier Calvo, José Mota, y Paz Vega (ganadora de la anterior edición), quien sustituyó a Malú como investigadora ya que esta última no pudo compaginar las grabaciones del programa con las de La Voz.
| Máscara            | Máscara              | Ocupación                | Información               |
| ------------------ | -------------------- | ------------------------ | ------------------------- |
| Erizo              | Joaquín Cortés       | Bailaor y coreógrafo     | Ganador                   |
| Plátano            | Willy Bárcenas       | Cantante                 | 2.º finalista             |
| Huevo              | María Pombo          | Influencer               | 3.ª finalista             |
| Monstruita         | Anne Igartiburu      | Presentadora             | 4.ª finalista             |
| Cocodrilo          | Bertín Osborne       | Cantante y presentador   | 11.º desenmascarado       |
| Dragona            | María Zurita         | Aristócrata              | 10.ª desenmascarada       |
| Flamenco           | Mar Flores           | Modelo                   | 9.ª desenmascarada        |
| Perro              | José Manuel Calderón | Baloncestista            | 8.º desenmascarado        |
| Medusa             | Mel B                | Cantante                 | 7.ª desenmascarada        |
| Rana               | Josep Pedrerol       | Periodista y presentador | 6.º desenmascarado        |
| Cactus             | Eva Hache            | Presentadora y humorista | 5.ª desenmascarada        |
| Ángel              | Paloma San Basilio   | Cantante                 | 4.ª desenmascarada        |
| Mariposa           | Esperanza Aguirre    | Política                 | 3.ª desenmascarada        |
| Gatita             | Isabel Preysler      | Socialité                | 2.ª desenmascarada        |
| Menina             | La Toya Jackson      | Cantante                 | 1.ª desenmascarada        |
| Máscara virtual    |                      |                          |                           |
| Dama Centella      | Tamara Gorro         | Influencer               | Invitada en la gala final |
| Máscaras invitadas |                      |                          |                           |
| Pingüino           | Pepe Reina           | Futbolista               | Invitado en la 7.ª gala   |
| Paella             | Ainhoa Arteta        | Soprano                  | Invitada en la 8.ª gala   |

### Mask Singer: Adivina quién canta 3(2023)
Antena 3 estreno el 10 de mayo de 2023 su tercera edición, que cuenta con nuevas máscaras y las incorporaciones de Ana Obregón y Mónica Naranjo en el jurado principal. Además, se desveló que la primera máscara participante sería la de "Faraona". Más tarde se filtraron las máscaras de "Tigre" y "Cupcake". En mayo la página de Antena 3 haría oficial que retrasan esta nueva entrega. En las primeras imágenes de esta edición, publicadas en un spot en septiembre del mismo año, se dejaron ver tres nuevas máscaras oficiales: "Ratita", "Banderilla" y "Caballito de Mar". Posteriormente, ya en enero de 2023 en otro spot que anunciaba los estrenos de dicho año, se mostró oficialmente la primera máscara doble del programa, los "Alienígenas". El día 24 de abril mediante redes sociales, dan el nombre de la primera máscara confirmada, el "Arlequín".
| Máscara          | Máscara                 | Ocupación            | Resultado            |
| ---------------- | ----------------------- | -------------------- | -------------------- |
| Ratita           | Ana Torroja             | Cantante             | Ganadores            |
| Gorila           | Fernando Morientes      | Futbolista           | Ganadores            |
| Caballito de Mar | Sabrina Salerno         | Cantante             | 3.ª finalista        |
| Gallo            | Paco Tous               | Actor                | 4.º finalista        |
| Hada             | Alaska                  | Cantante             | 12.ª desenmascarada  |
| Bebé             | Dulceida                | Influencer           | 11.ª desenmascarada  |
| Cupcake          | Ana Milán               | Actriz               | 10.ª desenmascarada  |
| Alienígenas      | Paula Echevarría        | Actriz y modelo      | 9.os desenmascarados |
| Alienígenas      | Miguel Torres           | Futbolista           | 9.os desenmascarados |
| Banderilla       | Naty Abascal            | Aristócrata          | 8.ª desenmascarada   |
| Sirena           | Bo Derek                | Actriz y modelo      | 7.ª desenmascarada   |
| Esqueleto        | Feliciano López         | Tenista              | 6.º desenmascarado   |
| Tigre            | El Rubius               | YouTuber             | 5.º desenmascarado   |
| Gnomo            | José Ramón de la Morena | Periodista deportivo | 4.º desenmascarado   |
| Matrioska        | Valeria Mazza           | Supermodelo          | 3.ª desenmascarada   |
| Arlequín         | Tori Spelling           | Actriz               | 2.ª desenmascarada   |
| Faraona          | Arantxa Sánchez Vicario | Tenista              | 1.ª desenmascarada   |

### Mask Singer: Adivina quién canta 4(2024)
Antena 3 estreno el 16 de octubre de 2024 su cuarta edición, que cuenta con nuevas máscaras y las incorporaciones de Ana Milán y  Alaska en el jurado principal. En octubre de 2024 se dio a conocer en nombre de las 12 primeras máscaras oficiales: "Aguacate", "Churros", "Corazón", "Helado", "Hipopótamo", "Mosca", "Oveja", "Palomitas", "Panda", "Patita de goma", "Rinoceronte" y "Tiburón" . El 30 de octubre se incorporaron dos máscaras al grupo A: "Brocoli" y "Piña". El 13 de noviembre se incorporaron dos máscaras al grupo B: "Cobra" y "Troll"
| Máscara        | Máscara                       | Ocupación            | Resultado            |
| -------------- | ----------------------------- | -------------------- | -------------------- |
| Mosca          | Abraham Mateo                 | Cantante             | Ganador              |
| Cobra          | Adriana Ugarte                | Actriz               | 2ª clasificada       |
| Tiburón        | Manuel Díaz "El Cordobés"     | Torero               | 3.er clasificado     |
| Rinoceronte    | Esther Cañadas                | Modelo               | 4.ª clasificada      |
| Helado         | Ana Peleteiro                 | Atleta               | 12.ª desenmascarada  |
| Churros        | Antonio Lobato                | Periodista deportivo | 11.º desenmascarado  |
| Piña           | Glòria Serra                  | Presentadora         | 10.ª desenmascarada  |
| Corazón        | Ana Boyer                     | Socialité            | 9.os desenmascarados |
| Corazón        | Fernando Verdasco             | Tenista              | 9.os desenmascarados |
| Troll          | Bárbara Rey                   | Actriz y vedette     | 8.ª desenmascarada   |
| Hipopótamo     | David Hasselhoff              | Actor                | 7.º desenmascarado   |
| Oveja          | María José Campanario         | Celebridad           | 6.ª desenmascarada   |
| Brócoli        | Miguel Ángel Revilla          | Político             | 5.º desenmascarado   |
| Patita de goma | Manuela Carmena               | Política             | 4.ª desenmascarada   |
| Aguacate       | José Luis Rodríguez "El Puma" | Cantante             | 3.er desenmascarado  |
| Palomitas      | Ana Obregón                   | Actriz               | 2.ª desenmascarada   |
| Panda          | Carl Lewis                    | Atleta               | 1.er desenmascarado  |

## Audiencias (2023)
| Fecha      | Características del programa | Audiencia         |
| ---------- | --- | ----------------- |
| 10/05/2023 | Gala 1 / Expulsión de Arantxa Sánchez Vicario (Faraona) y Tori Spelling (Arlequín)                                                      | 1 781 000 (18,2%) |
| 17/05/2023 | Gala 2 / Expulsión de Valeria Mazza (Matrioska) y José Ramón de la Morena (Gnomo)                                                       | 1 710 000 (18,0%) |
| 24/05/2023 | Gala 3 / Expulsión de El Rubius (Tigre) y Feliciano López (Esqueleto)                                                                   | 1 703 000 (18,0%) |
| 31/05/2023 | Gala 4 / Expulsión de Bo Derek (Sirena) y Naty Abascal (Banderilla)                                                                     | 1 444 000 (14,9%) |
| 07/06/2023 | Gala 5 / Expulsión de Paula Echevarría y Miguel Torres (Alienígenas)                                                                    | 1 473 000 (15,6%) |
| 14/06/2023 | Gala 6 / Expulsión de Ana Milán (Cupcake)                                                                                               | 1 436 000 (15,2%) |
| 21/06/2023 | Gala 7 / Expulsión de Dulceida (Bebé) y Alaska (Hada)                                                                                   | 1 447 000 (16,9%) |
| 05/07/2023 | Gala 8 / Ganadores: Ana Torroja (Ratita) y Fernando Morientes (Gorila) 3.ª: Sabrina Salerno (Caballito de Mar) / 4.º: Paco Tous (Gallo) | 1 594 000 (20,0%) |

     Récord de audiencia.      Líder en su franja horaria.

#### Mask singer: Detrás de la máscara
| Programas emitidos | Programas emitidos  | Programas emitidos |
| N.º                | Fecha de emisión    | Audiencia          |
| ------------------ | ------------------- | ------------------ |
| 1                  | 10 de mayo de 2023  | 743 000 (15,3%)    |
| 2                  | 17 de mayo de 2023  | 659 000 (14,8%)    |
| 3                  | 24 de mayo de 2023  | 647 000 (14,8%)    |
| 4                  | 31 de mayo de 2023  | 528 000 (12,2%)    |
| 5                  | 7 de junio de 2023  | 691 000 (14,3%)    |
| 6                  | 14 de junio de 2023 | 751 000 (15,2%)    |
| 7                  | 21 de junio de 2023 | 593 000 (14,6%)    |
| 8                  | 7 de julio de 2023  | 379 000 (13,4%)    |

## Audiencias (2024)
| Fecha      | Características del programa                                                                                  | Audiencia         |
| ---------- | --- | ----------------- |
| 16/10/2024 | Gala 1 / Expulsión de Carl Lewis (Panda) y Ana Obregón (Palomitas)                                            | 1 051 000 (14,7%) |
| 23/10/2024 | Gala 2 / Expulsión de José Luis Rodríguez "El Puma" (Aguacate) y Manuela Carmena (Patita de Goma)             | 1 033 000 (14,5%) |
| 06/11/2024 | Gala 3 / Expulsión de Miguel Ángel Revilla (Brócoli) y María José Campanario (Oveja)                          | 877 000 (11,9%)   |
| 13/11/2024 | Gala 4 / Expulsión de David Hasselhoff (Hipopótamo) y Bárbara Rey (Troll)                                     | 900 000 (12,5%)   |
| 20/11/2024 | Gala 5 / Expulsión de Ana Boyer, Fernando Verdasco (Corazón) y Glòria Serra (Piña)                            | 988 000 (14,5%)   |
| 27/11/2024 | Gala 6 / Expulsión de Antonio Lobato (Churros) y Ana Peleteiro (Helado)                                       | 897 000 (12,6%)   |
| 04/12/2024 | Gala 7 / Expulsión de Esther Cañadas (Rinoceronte)                                                            | 953 000 (13,2%)   |
| 11/12/2024 | Gala 8 / Ganador Abraham Mateo (Mosca) 2.ª: Adriana Ugarte (Cobra) / 3.º: Manuel Díaz "El Cordobés" (Tiburón) | 1 120 000 (16,2%) |

     Récord de audiencia.      Líder en su franja horaria.

#### Mask singer: Detrás de la máscara
| Programas emitidos | Programas emitidos      | Programas emitidos |
| N.º                | Fecha de emisión        | Audiencia          |
| ------------------ | ----------------------- | ------------------ |
| 1                  | 16 de octubre de 2024   | 426 000 (12,5%)    |
| 2                  | 23 de octubre de 2024   | 403 000 (12,1%)    |
| 3                  | 6 de noviembre de 2024  | 378 000 (11,2%)    |
| 4                  | 13 de noviembre de 2024 | 407 000 (12,2%)    |
| 5                  | 20 de noviembre de 2024 | 418 000 (12,7%)    |
| 6                  | 27 de noviembre de 2024 | 340 000 (10,4%)    |
| 7                  | 4 de diciembre de 2024  | 438 000 (12,4%)    |
| 8                  | 11 de diciembre de 2024 | 377 000 (14,7%)    |

## PalmarésMask Singer: Adivina quién canta
| Edición  | Fecha | Ganador                                          | Subcampeón                  | Tercer lugar                        | Cuarto lugar                 |
| -------- | ----- | ------------------------------------------------ | --------------------------- | ----------------------------------- | ---------------------------- |
| MS: AQC1 | 2020  | Paz Vega (Catrina)                               | Genoveva Casanova (Caniche) | Toni Cantó (Camaleón)               | Jorge Lorenzo (Cuervo)       |
| MS: AQC2 | 2021  | Joaquín Cortés (Erizo)                           | Willy Bárcenas (Plátano)    | María Pombo (Huevo)                 | Anne Igartiburu (Monstruita) |
| MS: AQC3 | 2023  | Ana Torroja (Ratita) Fernando Morientes (Gorila) | —                           | Sabrina Salerno (Caballito de Mar)  | Paco Tous (Gallo)            |
| MS: AQC4 | 2024  | Abraham Mateo (Mosca)                            | Adriana Ugarte (Cobra)      | Manuel Díaz "El Cordobés" (Tiburón) | Esther Cañadas (Rinoceronte) |

## Audiencias
| Edición                            | Fecha | Cadena   | Espectadores | Cuota de pantalla | Final             |
| ---------------------------------- | ----- | -------- | ------------ | ----------------- | ----------------- |
| Mask Singer: Adivina quién canta 1 | 2020  | Antena 3 | 2 827 000    | 23,6%             | 3 004 000 (25,9%) |
| Mask Singer: Adivina quién canta 2 | 2021  | Antena 3 | 1 749 000    | 16,4%             | 1 994 000 (20,6%) |
| Mask Singer: Adivina quién canta 3 | 2023  | Antena 3 | 1 573 000    | 17,1%             | 1 594 000 (20,0%) |
| Mask Singer: Adivina quién canta 4 | 2024  | Antena 3 | 977 000      | 13,7%             | 1 120 000 (16,2%) |

## Sitios externos
- Página web oficial
- Mask Singer: adivina quién canta en X (antes Twitter)
- Mask Singer: adivina quién canta en Instagram
- Mask Singer: adivina quién canta en Facebook

- Datos: Q100249421